# Битва на реке Блаве
Битва на реке Блаве — сражение между французским королевским флотом во главе с Карлом I Гонзага и Сезаром де Вандом и гугенотским флотом во главе с герцогом Субизом в 1625 году у форта Порт-Луи, Бретань, в рамках гугенотских восстаний.

## Предыстория

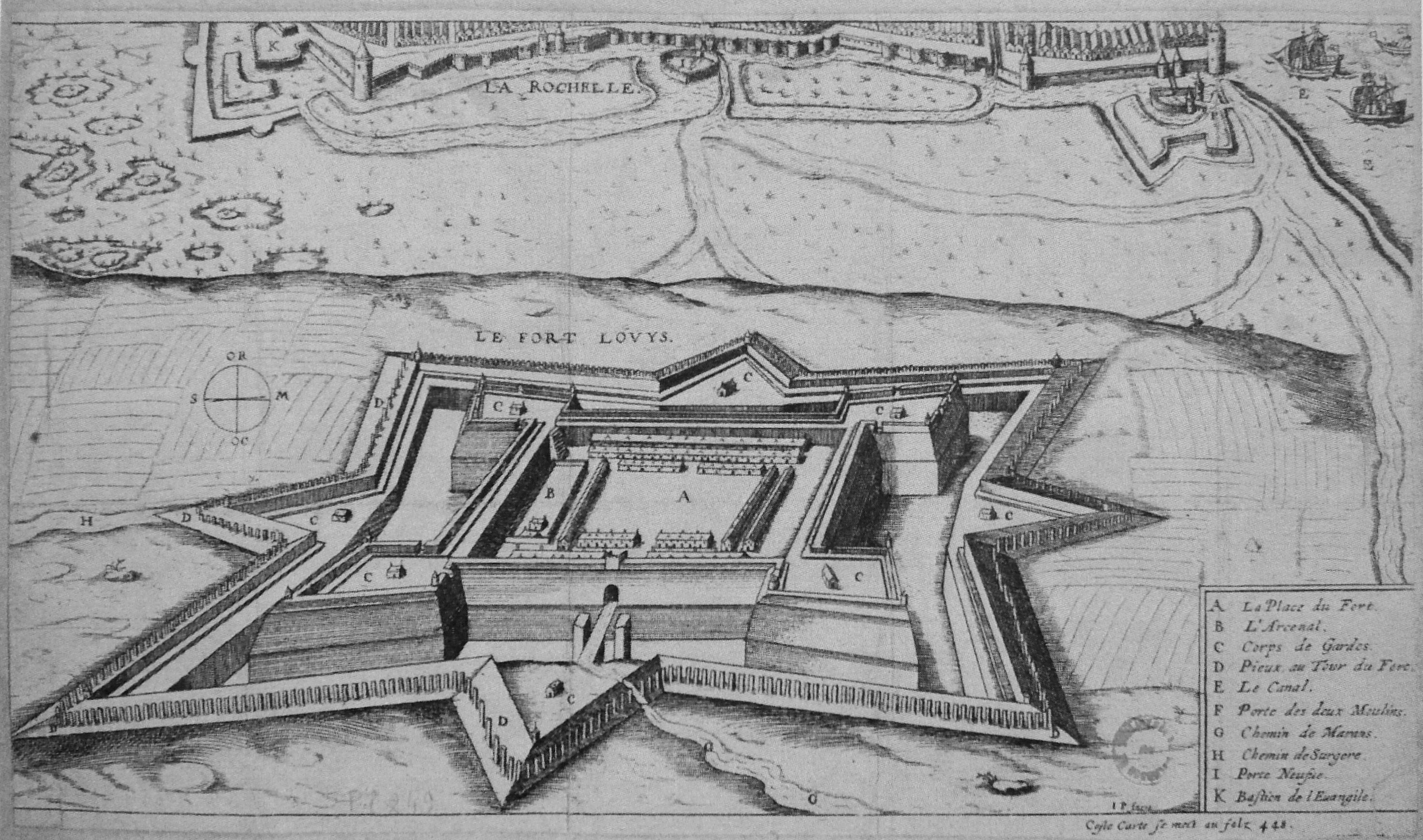
Строительство форта Луи у стен Ла-Рошели.

Крупное гугенотское восстание против про-католического короля Франции Людовика XIII имело место несколько лет назад, в 1621-1622 годах, и завершилось патовой ситуацией и заключением договора в Монпелье.
Однако король не соблюдал условия договора, что вызвало возмущение лидеров гугенотов. Ни одно условие, как утверждали они, не было соблюдено, например, французские инженеры продолжали укрепление форта Луи под стенами гугенотского оплота Ла-Рошель, вместо его демонтажа, а сильный королевский флот готовится в устье реки Блаве для возможной осады города. Угроза будущей осады Ла-Рошели была очевидна и лидеру гугенотов герцогу Субизу, и народу Ла-Рошели.
В то же время гугеноты и Субиз вызывали возмущение короны ввиду демонстрации ими намерений стать независимыми по образцу Голландской республики. 

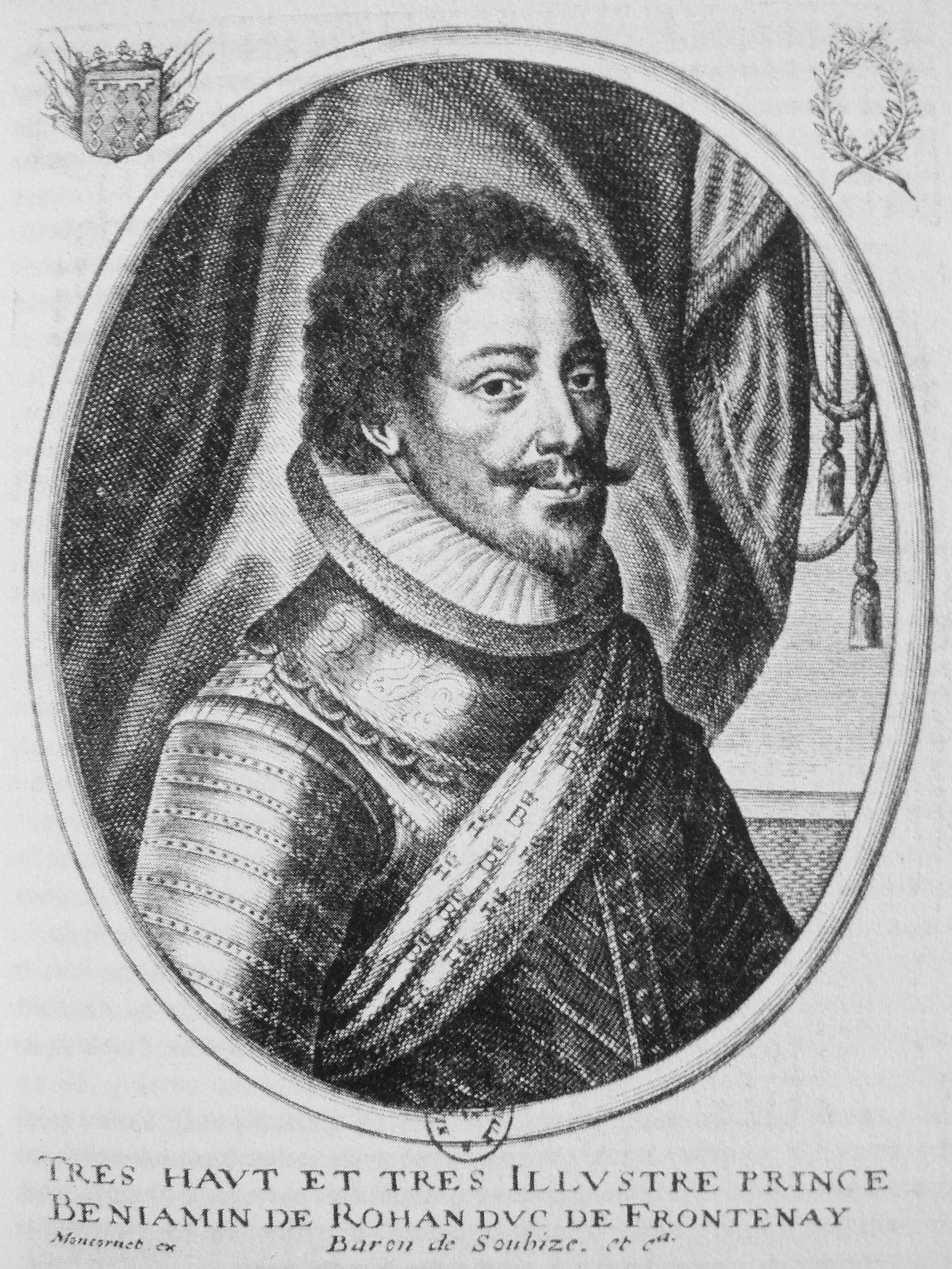
Герцог Субиз

Флот из пяти кораблей готовится на реке Блаве для будущей блокады Ла-Рошели. Эмиссары гугенотов были отправлены в Париж, чтобы добиться исполнения договора в Монпелье, но безуспешно.
Субиз решил принять превентивные меры. С несколькими судами, которые он приготовил недалеко от Ла-Рошели, Субиз отправился в плавание и атаковал Блаве в январе 1625 года. У него было 12 легких кораблей, 300 хорошо вооруженных солдат и 100 матросов. Шесть тяжелых королевских корабля стояли на якоре, "все хорошо вооруженные, но с недостатком в людях и боеприпасах".
Субиз застиг флот врасплох и стал хозяином Порт-Луи, захватив и La Vierge, крупнейший военный корабль того времени: он весил 500 тонн, имел 80 бронзовых пушек, на его постройку было потрачено около 200000 крон.
Герцог Сезар де Вандом, губернатор провинции, попытался блокировать Субиза в гавани тяжелой цепью и огнем артиллерии. Однако через две недели Субизу все-таки удалось прорваться в море со своим флотом.
Субиз теперь имел в своем распоряжении грозный флот из 70 кораблей и встал на якорь перед островом Ре, который он занимал со своими сухопутными войсками. 
Эти события привели к яростной реакции со стороны короля, который провел контратаку в сентябре 1625 года, захватил остров Ре и вынудил Субиза бежать в Англию. Субиз вернется через два года с большим флотом герцога Бекингема в рамках осады Ла-Рошели (1627-1628).